# Artaxata

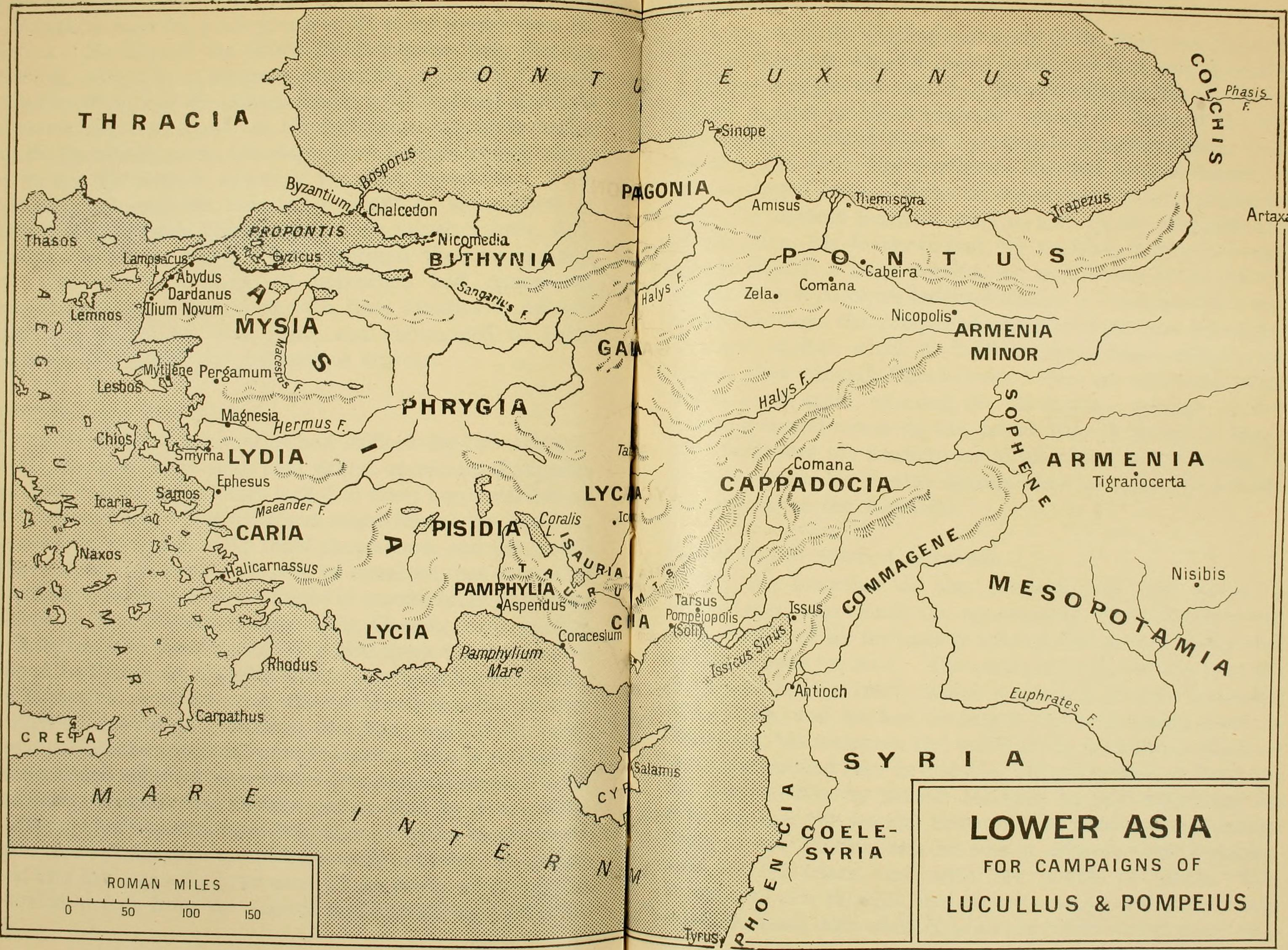
Ligging: uiterst rechts boven

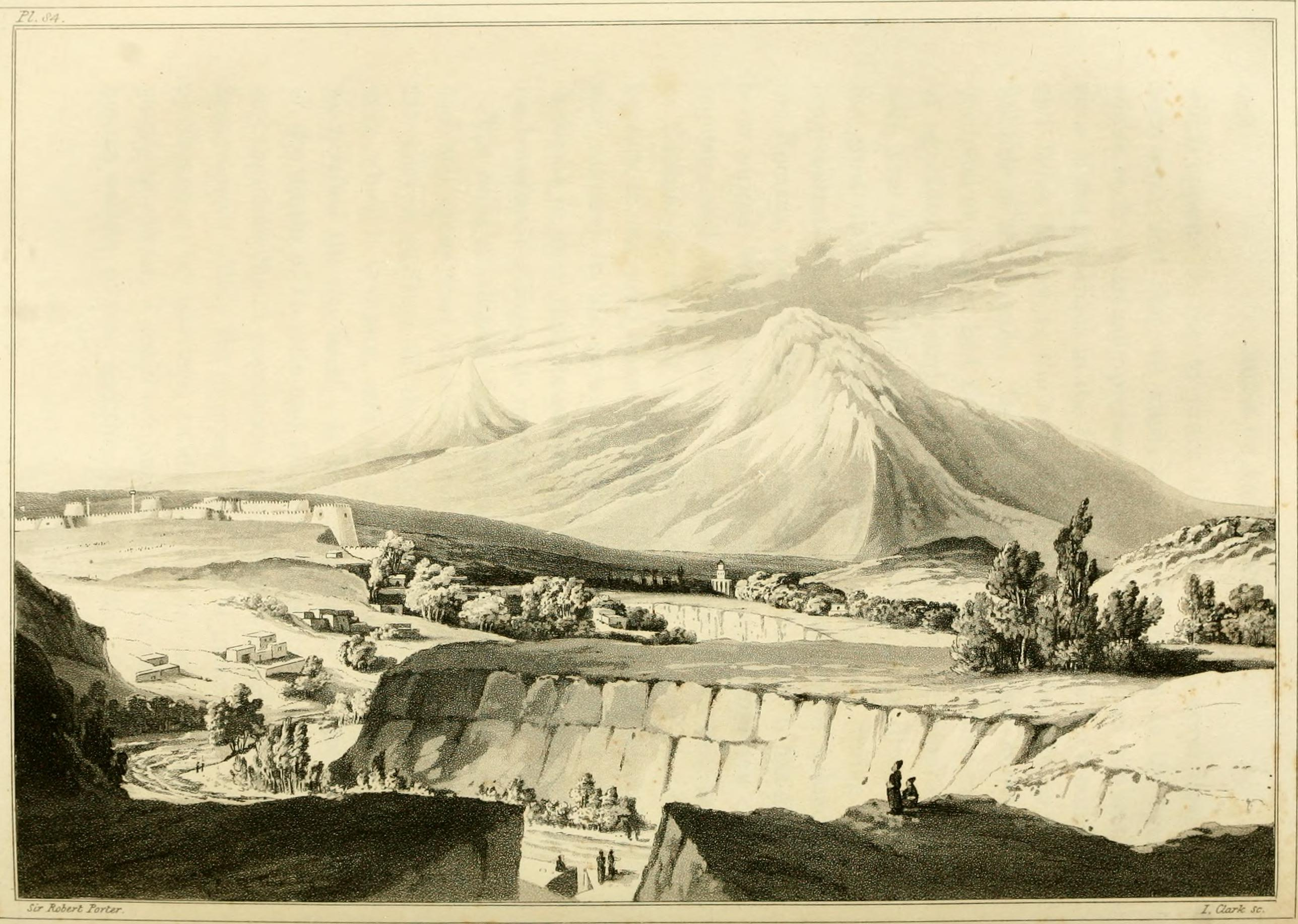
Ruïnes van de oude stad aan de voet van de Ararat (berg) (1821)

Artaxata of Artashat is de oude hoofdstad van het Koninkrijk Armenië, opgericht door koning Artaxias I stichter der Artaxiaden. Het was de hoofdstad van 176 v.Chr. tot 120 na Chr.

## Geschiedenis
Onder de regering van Tigranes II (95-55 v. Chr.) had het Koninkrijk Armenië een andere hoofdstad, namelijk Tigranakert. Tijdens de Romeins-Parthische Oorlog (54-64) werd de stad met grond gelijk gemaakt en onder keizer Nero werd de stad terug opgebouwd en kreeg het de naam Neronia.